# Husein Gradaščević

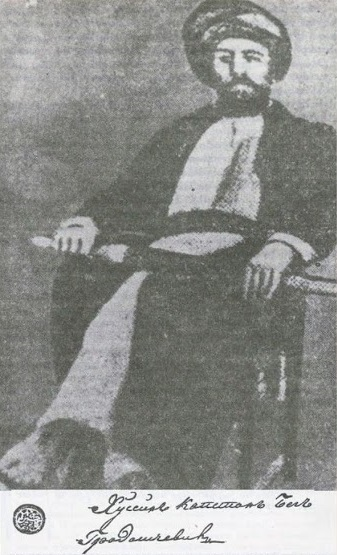
retrato de Gradaščević

Husein-kapetan Gradaščević (Gradačac, Imperio otomano, 31 de agosto de 1802 - Cuerno de Oro, Constantinopla, 17 de agosto de 1834) fue un general bosníaco que luchó por la autonomía del Eyalato de Bosnia en el Imperio otomano. Se le conoce como el Zmaj od Bosne (Dragón de Bosnia). Es considerado una de las figuras más importantes de la historia de Bosnia y Herzegovina.